# Shae O'Brien
Shae O'Brien (1º gennaio 2006) è una sciatrice alpina canadese.

## Biografia
Sciatrice polivalente attiva dal dicembre del 2023, in Nor-Am Cup Shae O'Brien ha esordito il 2 aprile 2024 a Panorama in discesa libera (25ª) e ha conquistato il primo podio il 5 febbraio 2025 a Kimberley nella medesima specialità (3ª); non ha debuttato in Coppa del Mondo e non ha preso parte a rassegne olimpiche o iridate.

## Palmarès

### Nor-Am Cup
- Miglior piazzamento in classifica generale: 32ª nel 2025
- 1 podio:
  - 1 terzo posto